# Förkväll
Förkväll var en svensk talkshow som sändes på vardagkvällar i TV4 år 2006–2007 och 2009–2010. Programmet var uppbyggt på en samling kvinnor med olika bakgrunder och olika personligheter, inspirerat av det amerikanska programmet The View. Programmet påminde om sin konkurrent SVT:s program Go'kväll, men inriktade sig på en yngre publik än SVT. Programmets huvudinnehåll rörde moderna livsstilar och populärkultur, exempelvis kändisar.

## Förkväll (2006–2007)
Den första versionen av Förkväll (2006-2007) utvecklades  av Strix Television under ledning av Hasse Aro och hade premiär 18 september 2006. Programledare var komikern och radiopersonligheten Carina Berg, författaren Mari Jungstedt, modellen och f.d dokusåpadeltagaren Carolina Gynning, journalisten Alexandra Pascalidou och sångerskan och skådespelerskan Kayo. Programmet sändes live och programmets studio befann sig inom Stockholms Centralstation med utsikt över insidan av stationen.
Förkväll hade ett flertal kända svenska gäster som Victoria Silvstedt, Kjell Bergqvist, Helena Bergström, Andreas Wilson, Anna Book, Måns Zelmerlöw men även den internationellt kända irländska pojkbandsgruppen Westlife.
Förkväll var under den första säsongen till tre fjärdedelar finansierat av sponsorer, så kallad programming med företag som genom finansiella bidrag deltar i programmets utformning. Ett exempel från Förkväll var Sony som betalade för exponering av sin produkt Playstation. Arla betalade för ett dagligt inslag med en kock och Apoteket sponsrade ett inslag om hälsa och mediciner.
Under andra säsongen, 2007, skapade Carolina Gynning lite av en mediehysteri när hon försvann från programmet en vecka för att genomgå en bröstförminskning då hon skulle ta ut en del av sina bröstimplantat för att gå ner till en mer normal kupa. 16 februari 2007 återvände Gynning till programmet och visade upp sina implantat i TV. Gynning gick ut offentligt om hur hon tänkte sälja dem på Ebay och skänka pengarna till välgörenhet; hon berättade även hur hon ville bli en förebild för unga kvinnor i Sverige.
Under andra säsongens gång förlorade programmet flera tv-tittare och när säsongens sista avsnitt sändes 23 mars 2007, beslutade sig TV4 för att lägga ner programmet samma dag. En tittarstorm utlöstes mot TV4 från arga tittare. Detta fick TV4 att gå ut i pressen till tidningarna Aftonbladet och Expressen med att de började planera för en tredje säsong senare samma år. 
Men den 24 maj 2007 bestämde sig TV4 för att helt lägga ner programmet av ekonomiska skäl och på grund av att Carolina Gynning inte ville fortsätta med en ny säsong. 
Carolina Gynning och Carina Berg gick vidare med att vara programledare för Idol 2007 samma år.

## Förkväll (2009–2010)
En tredje säsong startade 12 oktober 2009. Programledarna bestod från början av; journalisten Elisabet Höglund, före detta modellen och Miss Universum-vinnaren Yvonne Ryding och dansaren Carin da Silva. Förkväll produceras den här gången av produktionsbolaget Titan Television. Istället för den förra studion inne på Stockholms Centralstation så sändes programmet live från Radisson Blu Royal Viking Hotel med utsikt över Stockholm. Under februari 2010 tvingades Elisabet Höglund ta timeout som programledare och ersattes av Carolina Gynning.. Under vecka 12 2010 var Carolina Gynning på semester och ersattes av Agneta Sjödin under måndag och tisdag och Hans Fahlén under onsdag och torsdag. Från hösten 2010 var Agneta Sjödin, Carolina Gynning, Hans Fahlén, Adam Alsing och Linda Lindorff programledare. Efter den säsongen meddelades i januari 2011 att programmet nu skulle läggas ner på grund av dyr produktion och vikande tittarsiffror.

## Programledare
| Carina Berg          | 2006–2007       |  |  |  |  |  |
| Carolina Gynning     | 2006–2007, 2010 |  |  |  |  |  |
| Mari Jungstedt       | 2006–2007       |  |  |  |  |  |
| Alexandra Pascalidou | 2006–2007       |  |  |  |  |  |
| Kayo Shekoni         | 2006–2007       |  |  |  |  |  |
| Carin da Silva       | 2009–2010       |  |  |  |  |  |
| Elisabet Höglund     | 2009–2010       |  |  |  |  |  |
| Yvonne Ryding        | 2009–2010       |  |  |  |  |  |
| Adam Alsing          | 2010            |  |  |  |  |  |
| Hans Fahlén          | 2010            |  |  |  |  |  |
| Linda Lindorff       | 2010            |  |  |  |  |  |
| Agneta Sjödin        | 2010            |  |  |  |  |  |